# Алкеримова, Фатима Вугар кызы
Фатима Вугар кызы Алкарамова (азерб. Fatimə Vüqar qızı Alkərimova; род. 26 июня 2002) — азербайджанская пловчиха, член сборной Азербайджана по плаванию, 158-кратная чемпионка Азербайджана и 25-кратная чемпионка Баку. Самый юный участник Олимпийских игр в Рио-2016 за Историю Азербайджана. Обладательница 10-ти рекордов на различных дистанциях.

## Биография
Фатима Алкарамова родилась в 2002 году, выросла в Баку. Выступает за спортивный клуб «Серхедчи» («Пограничник»).
Плаванием начала заниматься в июле 2012 года и уже в ноябре этого же года на открытом первенстве Баку «Весёлый дельфин» завоевала бронзовую медаль. Это был первый успех Алкарамовой.
В июне 2014 года Алкарамова на дистанции 50-200 м вольным стилем и 100—200 м брассом стала победителем открытого чемпионата Азербайджана по плаванию. В этом же году на первенстве города Сумгаита, посвящённого Дню солидарности азербайджанцев мира, Фатима Алкарамова, представляя свой клуб, заняла первое место.
В 12 лет получила звание мастера спорта.
В феврале 2015 года Алкарамова на открытом зимнем чемпионате Грузии заняла на дистанции 100—400 м вольным стилем 1- место, на дистанции 200 м смешанным стилем — 2-е, а на дистанции 50 м баттерфляем — 3-е. В этом же году принимала участие на чемпионате мира в Казани, где в составе сборной (куда также входили Алсу Байрамова, Антон Желтяков и Борис Кириллов) дошла до полуфинала и заняла в итоге 16-е место.
В 2016 году посредством «уайлд-кард» получила право представить свою страну на летних Олимпийских играх в Рио-де-Жанейро.
В 2017 году Алкарамова завоевала 2 бронзовые медали на Исламских Играх в Баку.
В марте 2021 года на прошедшем в Риге лицензионном турнире «Latvian Open 2021» Фатима Алкарамова завоевала 2 золотые медали в плавании вольным стилем на 400 и 800 м.
Фатима так же является 4-х кратной победительницей IRONWIND,  Призер и рекордсмен международных соревнований (Германия, Греция, Словакия, Словения, Россия, Белоруссия, Грузия, ОАЭ), а так же многократная участница таких соревнований как Чемпионат Мира и Чемпионат Европы.